# Gary Shteyngart
Gary Shteyngart, född som Igor Semjonovitj Sjtejngart den 5 juli 1972 i Leningrad (idag Sankt Petersburg) är en sovjetfödd amerikansk författare.
Han levde sina första sju år i Sovjetunionen. 1979 flyttade han och hans familj till USA och växte upp i Queens, New York.
Han studerade politik vid Stuyvesant High School i New York och vid Oberlin College i Ohio, där han avlade examen 1995. 
Efter avslutade studier arbetade han som författare för ideella organisationer i New York.
Han har gett ut böcker som fått många positiva recensioner. Hans bok från 2006, Absurdistan, utsågs till en av årets tio bästa böcker av Time.